# Morecambe and Heysham

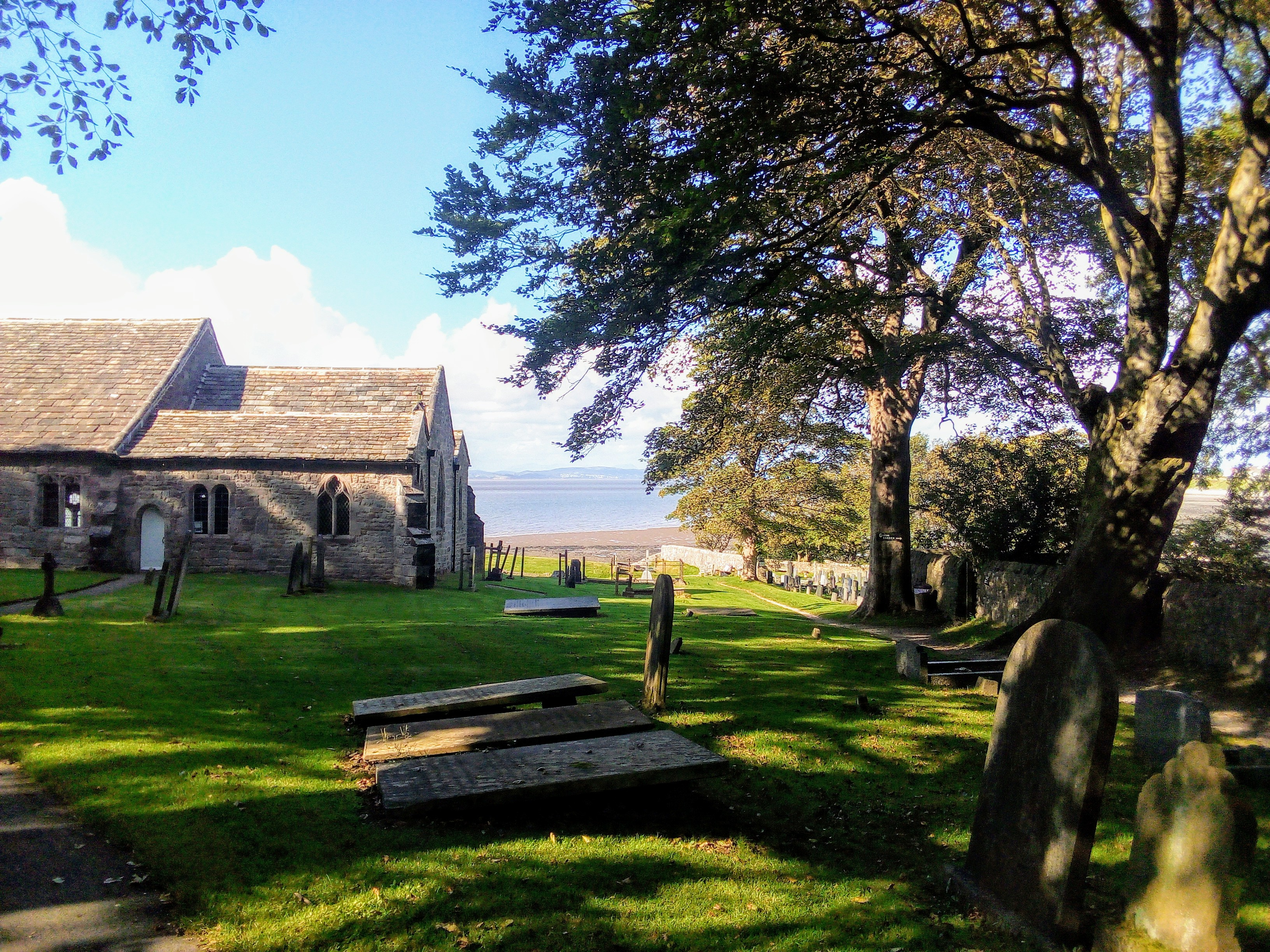
Heysham

Morecambe and Heysham var en civil parish från 1928 till 1974, i grevskapet Lancashire, i England. Civil parish var belägen 6 km från Lancaster och hade 40 228 invånare år 1961. Morecambe and Heysham var ett distrikt fram till 1974 då den blev en del av Lancaster.